# HP Bootis
HP Bootis är en roterande variabel av BY Draconis-typ  i stjärnbilden Björnvaktaren. 
Stjärnan varierar i fotografisk magnitud mellan +5,98 och 6,01 med en period av 7,85 dygn.